# آتلانتیک استار ایرلاینز
آتلانتیک استار ایرلاینز (به انگلیسی: Atlantic Star Airlines) یک شرکت هواپیمایی است که در ۲۰۱۲ میلادی تأسیس شده‌است.